# San Lesmes
La San Lesmes era una de las carabelas de la expedición de García Jofre de Loaísa.
En 1525 Francisco de Hoces, al mando de la carabela San Lesmes, separado de la Expedición de García Jofre de Loaísa, cuando estaban en la costa oriental de la Isla Grande de Tierra del Fuego, avistó el brazo de mar que separa la parte más meridional de América de las islas Shetland del Sur, y habría sido el primero en doblar el cabo de Hornos y descubrir el paso entre la Antártida y América (sin llegar a adentrarse en el Pacífico, pues regresó junto al resto de la expedición, que cruzaría el estrecho de Magallanes), todo ello según la relación que del viaje hizo Andrés de Urdaneta. La posibilidad de que Hoces y la San Lesmes hayan llegado tan al sur, alcanzando el cabo de Hornos hoy está totalmente descartada. El paso que él habría avistado se denomina en su honor «mar de Hoces» en España. Sesenta años después el inglés Francis Drake lo cruzó, por lo que se le denomina paso o pasaje de Drake en el mundo anglosajón, en la cartografía internacional, así como en Hispanoamérica.
Tras cruzar el estrecho de Magallanes, la «San Lesmes» se separó del resto de la expedición y se perdió en el Pacífico en 1526.
En el siglo XX, se encontraron indicios de sus restos en Amanu, una de las islas del archipiélago de Tuamotu. Algunas teorías indican que la tripulación sobrevivió y que o bien siguieron hasta Australia o bien se quedaron en las islas vecinas de Amanu, dejando rastros culturales que llegarían hasta Nueva Zelanda.

## Historial
La carabela era de 80 toneladas. El capitán era Francisco de Hoces, aunque fue sustituido por Diego Alonso de Solís. La tripulación se estima en cincuenta a sesenta hombres, la mitad gallegos y algunos vascos y flamencos.

## Hipótesis sobre su destino

### Hipótesis de Roger Hervé
Roger Hervé era conservador del Departamento de Mapas de la Biblioteca Nacional de París y en 1982 escribió Découverte fortuite de l'Australie et de la Nouvelle-Zélande par des navigateurs portugais et espagnols entre 1521 et 1528. Mantiene que la San Lesmes continuó su viaje hacia el oeste, intentando llegar a las islas Molucas, y se encontró con Nueva Zelanda y Tasmania. Desde aquí siguieron el litoral este de Australia hacia el norte hasta que fueron capturados por los portugueses.
Existen algunos indicios de nombres portugueses o castellanos en mapas antiguos de Australia, llamada «Java la Grande», en una vaga referencia portuguesa a una nave española perdida, cuya tripulación fue ejecutada debido a que los portugueses protegían los derechos de su dominio sobre las Molucas. Esto significaría que la costa oriental australiana fue descubierta por navegantes españoles y portugueses 245 años antes que el navegante británico James Cook.

### Hipótesis de Robert Langdon
En 1929, el administrador de las Tuamotu, François Hervé, que no tiene relación alguna con Roger Hervé, encontró cuatro cañones en los arrecifes de Amanu. Pudo recuperar uno que llevó al museo de Papeete, pero años después desapareció. En 1969, cuando los franceses instalaron una base militar en Hao, cerca de Amanu, como apoyo para las pruebas nucleares en Mururoa y Fangataufa, el capitán Hervé Le Goaziou recuperó dos cañones más (la repetición de los nombres Hervé es pura casualidad). El análisis de los cañones, de unos 560 kg, no conduce a una conclusión definitiva sobre su origen y antigüedad. Parece que podrían ser españoles del siglo XVI. Según las tradiciones orales recogidas en Amanu, algunas familias son descendientes de los supervivientes de un naufragio de aquella época.
Robert Langdon es un investigador australiano de la Universidad de Canberra. En 1975 escribió The Lost Caravel («La carabela perdida»), que amplió en 1988 en The Lost Caravel re-explored («La carabela perdida explorada de nuevo»). Repasando todos los barcos desaparecidos y naufragados en el siglo XVI en el Pacífico, llega a la conclusión de que los cañones de Amanu únicamente pueden ser de la San Lesmes. A base de observaciones culturales y genéticas construye la hipótesis de que los tripulantes de la San Lesmes sobrevivieron y que, junto con sus descendientes, se esparcieron por otras islas dejando una marcada influencia.
Según Langdon, la San Lesmes se desvió del resto de la expedición por culpa de una tormenta que la llevó al noroeste. Encalló en los arrecifes de Amanu y tiraron por la borda los cañones y otro lastre para reflotar la carabela. Muy dañada, llegan hasta Anaa, donde desembarcan algunos tripulantes. Siguen hasta Raiatea, donde se establecen durante un tiempo para reparar el barco o construir otro nuevo. Años después otro grupo volvió a intentar el viaje hacia el oeste hasta llegar a Nueva Zelanda. 
Langdon afirma que los náufragos y sus descendientes ocuparon una posición preeminente en las islas donde se establecieron. La influencia genética explicaría por qué los primeros exploradores europeos (Pedro Fernández de Quirós 80 años después, y James Cook 240 años más tarde) encontraron unos indígenas de piel clara, ojos claros y pelirrojos o rubios. La influencia espiritual se notaría a partir de la religión que surgió en Raiatea alrededor del dios Oro. Explicaría las similitudes de la creación del mundo con el Génesis y la existencia del concepto de la Santísima Trinidad. Otra influencia sería la construcción de la piragua doble con vela latina y la construcción de unas barcas con casco. La influencia cultural explicaría por qué, en algunas islas, se saludaban levantando las manos o por qué en el siglo XVI comienzan a aparecer en Nueva Zelanda unas construcciones similares a los hórreos, los graneros gallegos y asturianos.